# دان ميتزجر
دان ميتزجر (بالإنجليزية: Dan Metzger)‏ هو لاعب كرة قدم أمريكي في مركز الوسط، ولد في 6 أغسطس 1993 في Holmdel Township, New Jersey ‏ في الولايات المتحدة. شارك مع منتخب الولايات المتحدة تحت 18 سنة لكرة القدم ومنتخب الولايات المتحدة تحت 20 سنة لكرة القدم ومنتخب الولايات المتحدة تحت 23 سنة لكرة القدم. أما مع النوادي، فقد لعب مع ممفيس 901 ونيو يورك ريد بولز 2.

## وصلات خارجية
- دان ميتزجر على موقع الدوري الأمريكي (الإنجليزية)
- دان ميتزجر على موقع قاعدة بيانات كرة القدم.إي يو (الإنجليزية)
- دان ميتزجر على موقع Soccerway.com (الإنجليزية)